# TAAG Angola Airlines
TAAG Angola Airlines (portugisiska: TAAG Líneas Aéreas de Angola) är ett flygbolag från Angola med bas på Luanda Flygplats. Bolaget grundades i september 1938 som DTA– Divisão dos Transportes Aéreos, av Portugisiska imperiets regering. 1940 bytte bolaget namn till DTA– Linhas Aéreas de Angola. I februari 1974 bytte bolaget namn till TAAG Lineas Aereas de Angola, "TAAG" är en förkortning av Transportes Aéreos Angolanos. Flygbolaget marknadsför sig numera under det engelska namnet TAAG Angola Airlines. Flygbolaget hade ett tag flygförbud i Europeiska unionen. I juli 2009 bröts förbudet och första flygningen inom Europeiska unionen skedde den 1 augusti 2009 till Lissabon med en Boeing 777-200ER  . Bolaget trafikerar 33 destinationer i 16 länder i Europa, Asien, Nordamerika, Afrika och Sydamerika.

## Flotta
TAAGs flotta inkluderar följande flygplan (oktober 2021):
Bolaget har tidigare flugit med:
- Boeing 707
- Boeing 737-200
- Iljusjin Il-62
- Lockheed L-1011 TriStar
- Jakovlev Jak-40.